# Chitralada-Palast

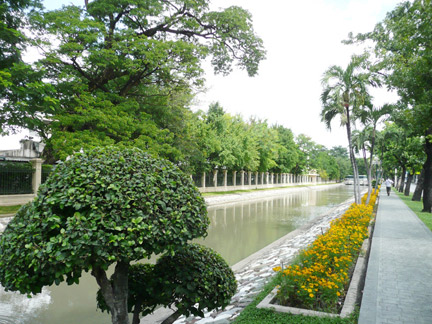
Wassergraben um den Chitralada-Palast

Der Chitralada-Palast (thailändisch พระตำหนักจิตรลดารโหฐาน, RTGS: Phra Tamnak Chit(-tra-)lada Rahothan, Aussprache: [pʰráʔ tamnàk t͡ɕìtládaː ráhŏːtʰăːn] oder [t͡ɕìttràládaː]) ist eine Palastanlage in der thailändischen Hauptstadt Bangkok. Er ist zugleich die Residenz von Königinmutter Sirikit in der thailändischen Hauptstadt.

## Lage

Lage des Chitralada-Palasts im Dusit-Palastensemble

Der Chitralada-Palast liegt im Bangkoker Bezirk (Khet) Dusit, an der Ratchawithi-Straße. Das von einem Wassergraben umgebene Gelände grenzt an den Dusit-Zoo, das Ramathibodi-Krankenhaus der Mahidol-Universität, das thailändische Außenministerium, das Vajiravudh-Internat sowie die Pferderennbahn Nang Loeng.

## Baugeschichte
Die Gegend, auf der der Palast heute steht, war früher bekannt als Na Sompoi (Sompoi-Feld). König Vajiravudh (Rama VI.) verfasste hier literarische Werke in einem Pavillon, den er später Chitralada-Rahothan-Palast nannte. Chitralada kommt aus dem Sanskrit und bezeichnet eine bestimmte thailändische Gedichtform, aber auch eine Art aus der Familie der Krappgewächse und in der indischen Mythologie den Garten des Gottes Indra – Herrscher des Himmels und Schutzpatron der Stadt Bangkok. Rahothan ist dem Pali entlehnt und bedeutet so viel wie „privater Ort“ oder „Rückzugsort“. König Prajadhipok (Rama VII.) ordnete an, dass der Palast dem Dusit-Palast zugeordnet werden sollte.

## Nutzung
Der Chitralada-Palast wurde von König Bhumibol Adulyadej (Rama IX.; r. 1946–2016) als Hauptresidenz genutzt. Er zog hierher nach dem tragischen Tod seines Bruders, König Ananda Mahidol (Rama VIII.), der im Großen Palast starb.
Der Dusitalai-Pavillon wird von den Mitgliedern der königlichen Familie als Platz für Audienzen genutzt. Hier befinden sich jedoch nicht nur Repräsentativbauten, sondern auch die auf Veranlassung König Bhumibols angelegten Versuchsfelder für den Anbau von Reis und seit 1962 ein Milchviehbetrieb. Auch eine Reismühle, eine Fischfarm (seit 1952) und eine Kerzenfabrikation wird hier betrieben.
In einem Glashaus-Labor werden bedrohte Pflanzenarten des Landes gezüchtet und gezogen.
Auf dem Palastgelände befindet sich auch die Chitralada-Schule, ursprünglich als Schule für die Kinder der königlichen Familie gedacht. Später wurden auch die Kinder der Palastbediensteten aufgenommen. Heute gehen hier Kinder aus dem Volk vom Kindergarten bis zur 12. Klasse zur Schule.

## Sehenswürdigkeiten
Der Palast selbst ist als königliche Residenz für die Öffentlichkeit nicht zugänglich. In der so genannten Hilfsstiftung (Support Foundation) werden zahlreiche Handwerksarbeiten aus dem ganzen Land gezeigt. Gold-, Silber- und Schwarzgoldlackarbeiten sind Beispiele dafür.
Gegenüber dem Palast liegt ein Fürstenbahnhof an der aus dem Bahnhof Hua Lamphong nach Norden herausführenden Nordostbahn der Thailändischen Staatsbahn, der ausschließlich für die Nutzung durch den König vorgehalten wird. Planmäßige Züge fahren hier durch. Das Empfangsgebäude liegt an der Westseite der Strecke.